# Grafmonument van de familie Randag
Het grafmonument van de familie Randag op de begraafplaats Daalseweg in de Nederlandse stad Nijmegen is een rijksmonument.

## Achtergrond
Het grafmonument in art-decostijl werd in of na 1928 gemaakt voor de industrieel Wilhelmus Franciscus Randag (1868-1928). Ook zijn vrouw Johanna Maria Randag-Dazert (1872-1931) en hun kinderen Frederikus Johannes Wilhelmus Maria Randag (1904-1931) en Wilhelmus Franciscus Hubertus Maria Randag (1905-1951) werden in het graf bijgezet.

## Beschrijving
Het monument is een zandstenen sarcofaag op een granieten sokkel. Een uitkragende deksel ligt op de taps toelopende sarcofaag. Aan de voorzijde zijn twee vrouwenfiguren met gevouwen handen geplaatst. Tussen de twee vrouwen is een christusmonogram uitgehakt, eronder vermeldt een koperen plaquette de namen en levensdata van de overledenen. Een Latijnse inscriptie op de fries vermeldt aan de achterzijde "O CRUX AVE SPES UNICA" en aan de zijkanten respectievelijk "BEATI MORTUI QUI IN DOMINO MORIUNTUR" en "EGO SUM RESURRECTIO ET VITA".

## Waardering
Het grafmonument werd in 2002 in het Monumentenregister opgenomen, het is "van kunsthistorische waarde als voorbeeld van een zandstenen graftombe in de stijl van de art deco; van stedenbouwkundige waarde vanwege de markante ligging aan het hoofdpadenkruis van de begraafplaats. Het grafmonument heeft ensemblewaarde als functioneel onderdeel van een begraafplaats met een kenmerkend laat-19de-eeuws en vroeg-20ste-eeuws karakter; van cultuurhistorische waarde vanwege de funerair-historische en genealogische waarde van het grafteken."